# Sehima galpinii
Sehima galpinii är en gräsart som beskrevs av Sydney Margaret Stent. Sehima galpinii ingår i släktet Sehima och familjen gräs. Inga underarter finns listade i Catalogue of Life.